# Назарчук Галина Кирилівна
Галина Кирилівна Назарчук (1929—1995) — українська астрономка, спеціалістка з дослідження комет і геофізичних досліджень. Лауреатка Премії НАНУ імені М. П. Барабашова (2006, посмертно). Дружина астронома Леоніда Шульмана.

## Біографія
Галина Назарчук народилася 20 лютого 1929 року у селі Кривці в Київської області.
1948 року поступила в Київський державний університет і 1953 року закінчила його за спеціальністю «астрономія». В 1953—1956 навчалась в аспірантурі на фізичному факультеті Київського державного університету за фахом «астрофізика». Працювала в Київському державному університеті старшим лаборантом (1953—1954), асистентом кафедри астрономії (1956—1958), лаборантом (1958—1959).
В 1959—1961 роках була референтом Товариства по розповсюдженню політичних і наукових знань УРСР. Потім працювала в Київському планетарії лектором-методистом (1961—1969) і заступником директора з наукової роботи, завідувачем методичним відділом (1969—1971). 1967 року в Київському державному університеті захистила кандидатську дисертацію «Аналіз фотометричної структури хвоста комети Оренда-Ролана 1957 III», виконану під керівництвом В. П. Конопльової.
З 1971 року працювала на Полярній геокосмофізичній обсерваторії в Тіксі, досліджуючи полярні сяйва. У 1973—1974 роках керувала експедицією на острів Жохова. Взимку 1974—1975 років брала участь в радянсько-французькому експекрименті «Аракс». Керувала дипломними роботами студентів Іркутського і Якутського університетів, які проходили практику на Полярній геокосмофізичній обсерваторії. Працювала науковим секретарем науково-технічної ради Обсерваторії «Тіксі».
З листопада 1977 року працює в Головній астрономічні обсерваторії в Києві. Під її керівництвом у 1975 та 1977 роках вишли збірки результатів спостережень геофізичних явищ в авроральній зоні. В наступні роки вона замалась дослідженнями комет, відкрила новий астероїд. Одночасно з роботою в обсерваторії була членом науково-методичної ради Київського планетарію і читала лекції по лінії товариства "Знання".
15 червня 1988 року Назарчук пішла на пенсію, але продовжила працювати в Головній астрономічній обсерваторії за строковим трудовим договором до кінця 1993 року. Потім працювала у лабораторії фізики низькотемпературних об'єктів на посаді старшого наукового співробітника.
Померла від раку 17 березня 1995 року.

## Наукові дослідження
Працюючи в Тіксі, Галина Назарчук взяла участь у зборі великого масиву фотографічних спостережень полярних сяйв. Вона була співавторкою 20 статей і 1 монографії з цієї тематики, які, зокрема, досліджували волокнисту структуру полярних сяйв і локальні області уникнення світіння сяйв («дірки»).
В Головній астрономічній обсерваторії Галина Назарчук систематизувала дані про космічні джерела в інфрачервоного випрамінювання і склала каталог яскравих інрачервоних джерел. Була керівником науково-дослідної теми «Дослідження фізичних процесів в ядрах і атмосферах комет» і виконала розрахунки еволюції ядра комети в полі сонячного випромінювання. Разом з Вірою Розенбуш вона відкрила новий астероїд. Була науковим керівником розробки астрономічної телевізійної установки, а потім провела на цій установці цикл спостережень.

## Відзнаки
- Премія НАН України імені М. П. Барабашова за цикл робіт «Спектральні дослідження зір та комет», у співавторстві з Вірою Таращук і Леонідом Шульманом (2006, посмертно)[2].
- Астероїд 4187 Шульназарія названий на честь Галини Назарчук і її чоловіка Леоніда Шульмана.